# Jesse Puts
Jesse Puts (Utrecht, 1º agosto 1994) è un nuotatore olandese.

## Carriera
Specializzato nello stile libero in vasca corta, ha vinto il titolo mondiale sui 50 metri a Windsor 2016, oltre che diversi argenti nelle staffette.
Nel 2021 viene ingaggiato dalla squadra dei Cali Condors per la terza stagione dell'International Swimming League

## Palmarès
- Mondiali in vasca corta

Windsor 2016: oro nei 50m sl e argento nella 4x50m sl mista.
Hangzhou 2018: argento nella 4x50m sl mista e nella 4x50m misti mista.
Abu Dhabi 2021: argento nella 4x50m sl mista e bronzo nella 4x50m sl.
- Europei

Budapest 2020: argento nella 4x100m sl mista.
- Europei in vasca corta

Netanya 2015: bronzo nella 4x50m sl mista.
Kazan 2021: oro nella 4x50m sl, nella 4x50m sl mista e nella 4x50m misti mista, bronzo nella 4x50m misti.
Otopeni 2023: bronzo nella 4x50m misti.

## Primati personali
I suoi primati personali in vasca da 50 metri sono:
- 50 m stile libero: 21"82 (2016)
- 100 m stile libero: 49"05 (2019)
- 50 m dorso: 25"07 (2014)
- 50 m delfino: 23"62 (2019)

I suoi primati personali in vasca da 25 metri sono:
- 50 m stile libero: 20"99 (2021)
- 100 m stile libero: 46"52 (2021)
- 50 m farfalla: 22"60 (2021)